# 圣维森特 (北大河州)
圣维森特是巴西北大河州的一个市镇。总面积197.814平方公里，总人口6116人，人口密度30.9人/平方公里。